# سنجاب پرنده کوتوله هوز
سنجاب پرنده کوتوله هوز (نام علمی: Petaurillus hosei) نام یک گونه از سرده سنجاب پرنده کوتوله است.